# Gribodia cupreipennis
Gribodia cupreipennis är en stekelart som först beskrevs av Charles Thomas Bingham 1894.  Gribodia cupreipennis ingår i släktet Gribodia och familjen Eumenidae. Inga underarter finns listade i Catalogue of Life.